# Oostelijke ringslang
De oostelijke ringslang (Natrix natrix) is een waterminnende slang uit de familie toornslangachtigen (Colubridae) en de onderfamilie waterslangen (Natricinae).

## Naam en indeling
De wetenschappelijke naam van de oostelijke ringslang werd in 1758 als Coluber natrix gepubliceerd door Carl Linnaeus. Hij verwees daarbij naar enkele eerdere werken van hemzelf en naar deel 2 van "Museum ichthyologici" van Laurens Theodoor Gronovius uit 1756, waar op pagina 63 een wat uitgebreidere beschrijving staat. In de eerdere werken van Linnaeus zelf worden, anders dan in Systema naturae, diverse auteurs aangehaald, van wie er enkele de geslachtsnaam "Natrix" voor deze soort gebruikten. Linnaeus hergebruikte die geslachtsnaam nu dus als soortnaam.
In 1768 gaf Josephus Nicolaus Laurenti de soort onafhankelijk van Linnaeus de naam Natrix vulgaris. Enkele andere synoniemen zijn Coluber torquatus Lacépède, 1789 en Tropidonotus ater Eichwald, 1831. Van Natrix megalocephala Orlov & Tuniyev, 1987 is de status onduidelijk: volgens diverse auteurs is het een synoniem van Natrix natrix.
In 1826 plaatste Friedrich Boie de soort in het geslacht Tropidonotus en de naam Tropidonotus natrix komt in oude literatuur nog veel voor. In 1907 was Leonhard Hess Stejneger degene die de soort opnieuw aan het geslacht Natrix toewees, maar nu onder de naam die ook in dat geslacht prioriteit had: Natrix natrix, en niet Natrix vulgaris. De soortaanduiding natrix komt uit het Latijn en betekent vrij vertaald 'waterslang'.
Veel recente literatuur, tot ongeveer 2020, gebruikt de wetenschappelijke naam Natrix natrix voor de ringslang in onder andere de Benelux. Deze naam was op zich niet onjuist maar is echter niet meer van toepassing op de exemplaren in het westelijke deel van West-Europa. In 2017 werden verschillende ondersoorten van de oostelijke ringslang namelijk afgesplitst en toegewezen als aparte soorten. De ondersoort Natrix natrix helvetica, die onder andere in België en Nederland voorkomt, was daar één van en wordt tegenwoordig  als een aparte soort gezien; Natrix helvetica, de ringslang of ook wel gevlekte ringslang.

## Uiterlijke kenmerken

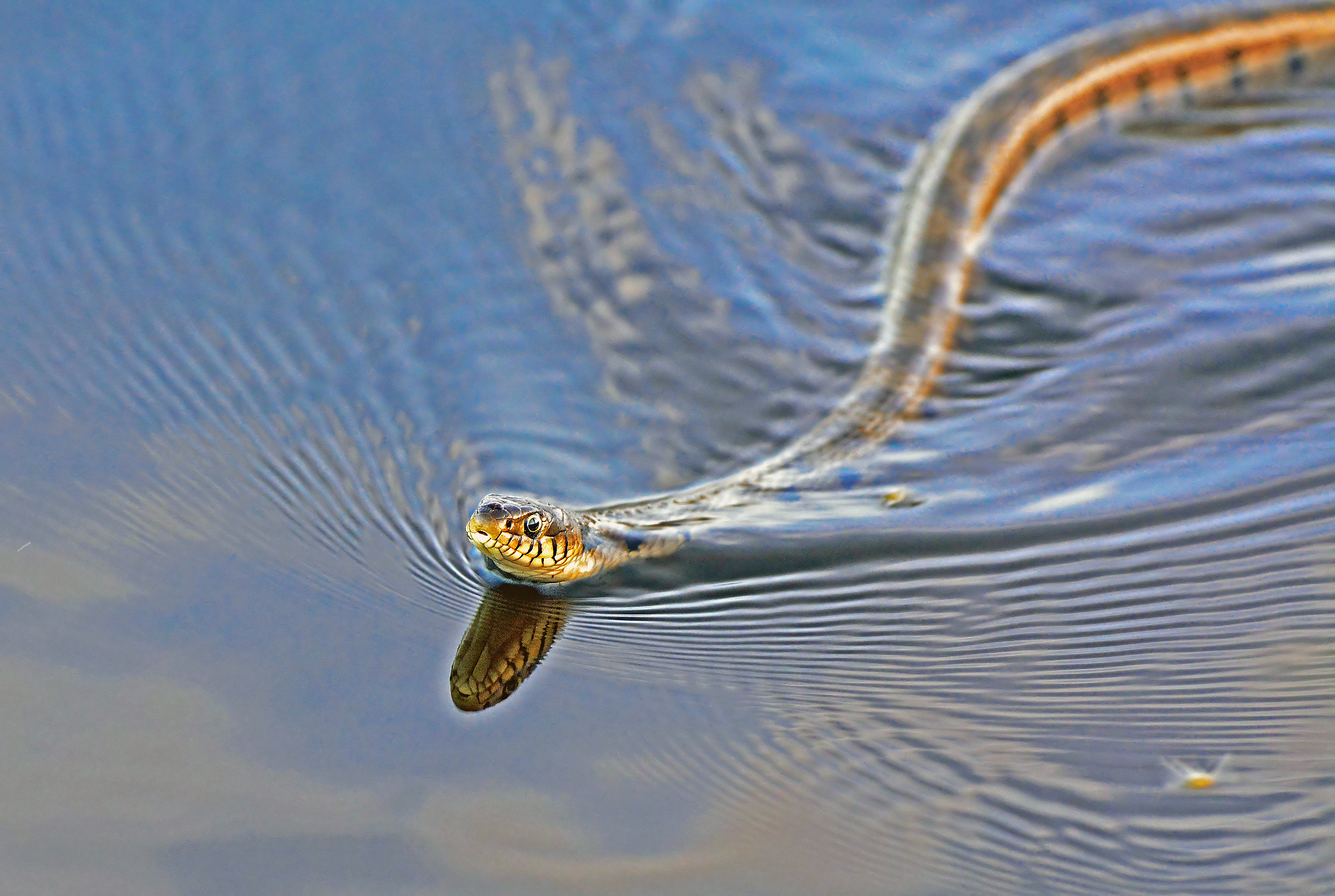
Zwemmende oostelijke ringslang

De oostelijke ringslang blijft kleiner dan de ringslang (Natrix helvetica) en heeft een overwegend grijze tot bruingrijze kleur met een witte tot gele buikzijde. Aan de bovenzijde zijn vlekkenrijen aanwezig die bestaan uit donkere tot zwarte vlekken. De schubben op het lichaam zijn gekield; ze zijn voorzien van een opstaande lengterichel. Er zijn geen zwarte verticale strepen aan de flanken aanwezig zoals bij de inheemse ringslang. De buikschubben zijn glad. Achter de nek zijn twee gele vlekken aanwezig waaraan de naam is te danken. De ogen hebben een ronde pupil.

## Ondersoorten en Verspreiding

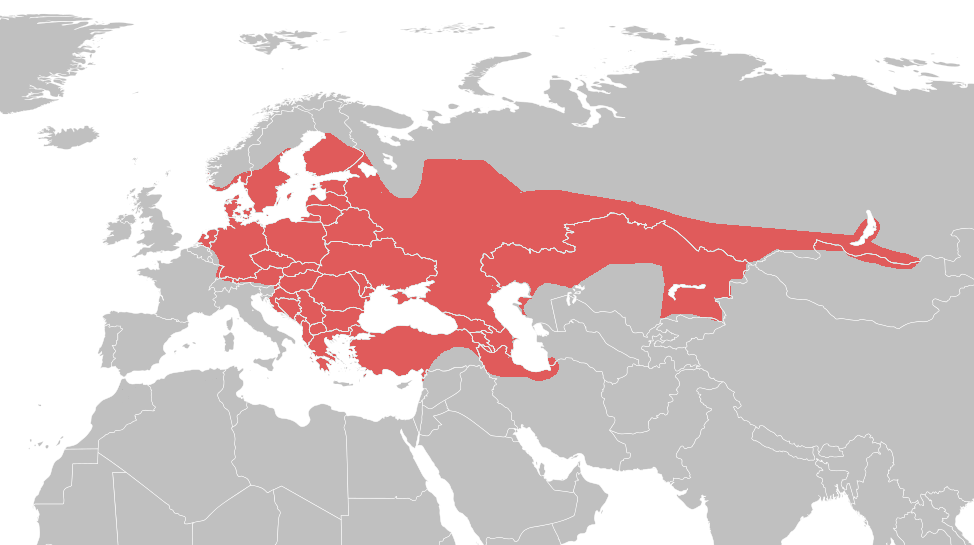
Verspreidingsgebied in het rood

Bij de afsplitsing van Natrix helvetica bleven vijf ondersoorten behoren tot Natrix natrix die onderstaand zijn weergegeven, met de auteur en het verspreidingsgebied.
| Naam                    | Auteur               | Verspreidingsgebied |
| ----------------------- | -------------------- | --- |
| Natrix natrix moreotica | Bedriaga, 1882       | Griekenland |
| Natrix natrix natrix    | Linnaeus, C., 1758   | Noorwegen, Zweden, Denemarken, Duitsland, Frankrijk (Corsica), Noord-Macedonië, Servië, Albanië, Bulgarije, Griekenland, Nederland, België,Luxemburg, Polen, Tsjechië, Oostenrijk, Zwitserland, Italië, Hongarije, Roemenië, Kroatië, Slovenië, Bosnië en Herzegovina, Montenegro, Cyprus |
| Natrix natrix scutata   | Pallas, 1771         | Finland, Rusland (ten oosten van de Dnjepr), westelijke Kaukasus, Oekraïne, Litouwen, Estland, Polen, Wit-Rusland, Turkije, Kazachstan. |
| Natrix natrix syriaca   | Hecht, 1930          | Syrië, Turkije |
| Natrix natrix vulgaris  | Laurenti, J.N., 1768 | Polen, Duitsland, Oostenrijk, Tsjechië, Hongarije, Slowakije, Roemenië, Bulgarije |

## Habitat en Levenswijze

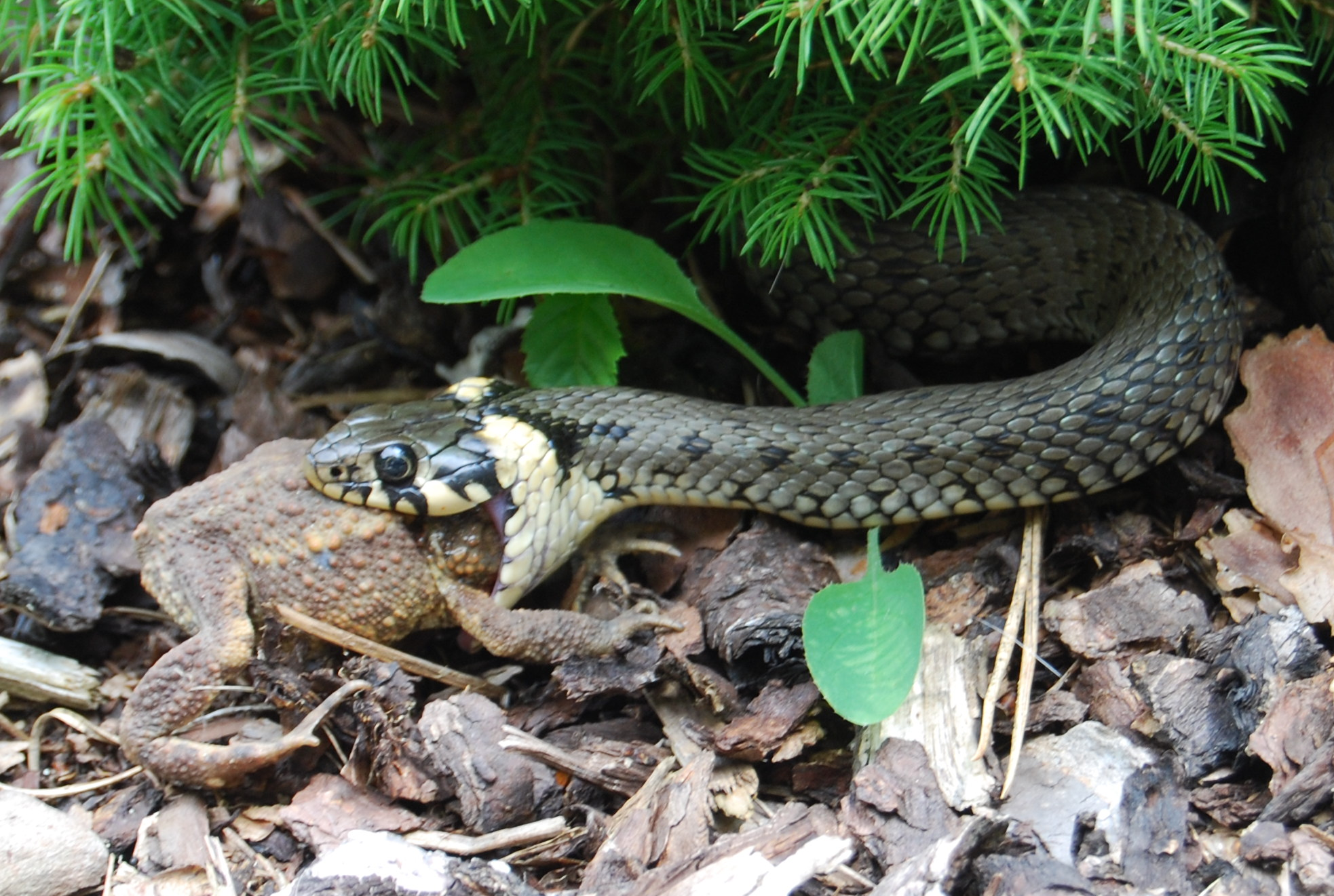
Oostelijke ringslang met een pad

De habitat bestaat uit waterrijke gebieden waar de slang langs de oever of in het water jaagt op prooidieren. De soort is aangetroffen van zeeniveau tot op een hoogte van ongeveer 3060 meter boven zeeniveau. Uitgestrekte watervlaktes en permanent vochtige biotopen zoals polders zijn niet geschikt als habitat. Op het menu staan voornamelijk amfibieën zoals kikkers maar soms worden ook kleine gewervelde dieren buitgemaakt. Belangrijke vijanden zijn roofvogels en rovende zoogdieren.De vrouwtjes zetten twintig tot dertig eieren af per legsel. Deze worden vaak in natuurlijke composthopen afgezet waardoor ze zich in gebieden met een relatief lage temperatuur toch kunnen ontwikkelen.

## Beschermingsstatus
Door de internationale natuurbeschermingsorganisatie IUCN is de beschermingsstatus 'veilig' toegewezen (Least Concern of LC).